# Galih Firmansyah
Galih Firmansyah (sinh ngày 22 tháng 3 năm 1986 ở Malang, East Java, Indonesia) là một cầu thủ bóng đá người Indonesia hiện tại thi đấu cho Persiwa Wamena ở Indonesia Super League.